# Atherigona yiwulushan
Atherigona yiwulushan este o specie de muște din genul Atherigona, familia Muscidae, descrisă de Mou în anul 1981. Conform Catalogue of Life specia Atherigona yiwulushan nu are subspecii cunoscute.